# Notiomaso
Notiomaso és un gènere d'aranyes araneomorfes de la subfamília Erigoninae, dins de la família Linyphiidae. Es pot trobar a Sud-amèrica.
Fou descrit per primera vegada per Nathan Banks l'any 1914.
És sinònim dels gèneres Beauchenia Usher, 1983Micromaso Tambs-Lyche, 1954Microsphalma Millidge, 1991 i Perimaso Tambs-Lyche, 1954

## Llista d'espècies
Segons The World Spider Catalog 12.0:
- Notiomaso australis Banks, 1914 (Espècie tipus)
- Notiomaso barbatus (Tullgren, 1901)
- Notiomaso exonychus Miller, 2007
- Notiomaso flavus Tambs-Lyche, 1954
- Notiomaso grytvikensis (Tambs-Lyche, 1954)
- Notiomaso striatus (Usher, 1983)